# スコット・ウィリアムズ (ラグビー選手)
スコット・ウィリアムズ（Scott Williams, 1990年10月10日 - ）は、ウェールズのラグビー選手。ポジションはセンター、スカーレッツ所属。
カーマーゼンにて誕生。ウィリアムズはシール・ガール大学にて学び、流暢なウェールズ語を習得した。

## 国内大会
彼はホウィットランドRFCとラネリーRFCでプレー。2009年、スカーレッツに加入。

## 国際大会
彼はU-16、U-18、U-20のカテゴリにおいてウェールズ代表に選出された。
2011年5月9日、ウェールズは翌月に開催される対バーバリアンズ戦のフル代表メンバーとして、スカーレッツからウィリアムズ他8名を選出した。バーバリアンズ戦は6月4日に開催され、ウィリアムズは試合後半に代表デビューを果たした。
ウィリアムズはその後、ワールドカップ代表メンバー候補45人に選ばれ、ポーランドのスパワでのトレーニングキャンプに参加した。そしてトゥイッケナムとミレニアム・スタジアムで行われたイングランドとの試合に、ウィリアムは印象的な途中出場を果たした。ウィリアムは2011年のワールドカップの最終メンバー30人に、センター4人のうちの1人として選出された。ウィリアムは2011年ワールドカップにおいて4トライを挙げ、ウェールズ代表の4位という成績を導いた。
2015年、ラグビーワールドカップ2015のウェールズ代表に選ばれた。
2021年、スカーレッツに復帰。